# Millettia ahernii
Millettia ahernii là một loài thực vật có hoa trong họ Đậu. Loài này được Merr. & Rolfe miêu tả khoa học đầu tiên.